# Schizonycha cribrata
Schizonycha cribrata är en skalbaggsart som beskrevs av Blanchard 1851. Schizonycha cribrata ingår i släktet Schizonycha och familjen Melolonthidae. Inga underarter finns listade i Catalogue of Life.